# Intel Pentium III
El Intel Pentium III es un microprocesador de arquitectura i686 fabricado y distribuido por Intel; el cual es una modificación del Pentium Pro. Fue lanzado el 26 de febrero de 1999.
Las primeras versiones eran muy similares al Pentium II, siendo la diferencia más importante la introducción de las instrucciones SSE. Al igual que con el Pentium II, existía una versión Celeron de bajo presupuesto y una versión Xeon para quienes necesitaban de gran poder de cómputo. Esta línea ha sido finalmente reemplazada por el Pentium 4, aunque la línea Pentium M, para equipos portátiles, está basada en el Pentium III.
Existen tres versiones de Pentium III: Katmai, Coppermine y Tualatin.

## Katmai
La primera versión era muy similar al Pentium II (usaba un proceso de fabricación de 250 nanómetros), con la introducción de SSE como principal diferencia. Además, se había mejorado el controlador del caché L1, lo cual aumentaba ligeramente el desempeño. Los primeros modelos tenían velocidades de 450 y 500 MHz. El 17 de mayo de 1999 se introdujo el modelo de 550 MHz y el 2 de agosto del mismo año el de 600 MHz. Posteriormente (antes de la salida del Coppermine), salieron versiones de 133 MHz de Bus.

## Coppermine
Esta versión tenía memoria caché L2 de 256 KB integrada, lo cual mejoró significativamente el rendimiento en comparación con Katmai. Estaba construido con un proceso de 180 nanómetros. El 25 de octubre de 1999, se empezaron a vender los microprocesadores de 500, 533, 550, 600, 650, 667, 700 y 733 MHz. Entre diciembre de 1999 y mayo de 2000, Intel lanzó los modelos operando a 750, 800, 850, 866, 933 y 1000 MHz.junto con ambos slots
Una versión de 1,13 GHz fue introducida al mercado poco después, pero debió ser cancelada por ser excesivamente inestable. El problema residía en que la memoria caché integrada tenía problemas para trabajar a más de 1 GHz.
La primera generación de la consola Xbox usa este procesador en una versión más estable de 733 MHz, con 128 KiB de caché L2 acondicionado para un uso de la GPU Y de acceso a sistema mucho más eficiente

## Tualatin
La tercera y última versión fue en cierto modo una prueba del nuevo proceso de 130 nanómetros, aunque también se hicieron en 135 nanómetros. Es probable que si el Pentium 4 hubiese estado listo antes, la serie Tualatin no habría visto la luz. Los Tualatin tenían un buen desempeño, especialmente los modelos con 512 KiB de caché L2 (llamados Pentium III-S). La Serie III-S estaba enfocada al mercado de servidores. 
Entre el 2001 y los primeros meses del 2002, Intel introdujo microprocesadores Tualatin a velocidades de 1,13, 1,2, 1,26 y 1,4 GHz, pero tenían el problema de que las placas comunes de aquel entonces (Slot 1 y Socket 370) no eran todas compatibles con los Tualatin. Las placas madre compatibles con Tualatin eran escasas, y si un consumidor deseaba adquirir una, optaría por una para Pentium 4 que ya estaba casi liderando en el mercado de los procesadores.

## Xeon
Intel Xeon es la actual generación de microprocesadores Intel para servidores PC. El primer procesador Xeon apareció en 1998 como Pentium II Xeon.
El Pentium II Xeon utilizaba tanto el chipset 440GX como el 450NX. En el año 2000, el Pentium II Xeon fue reemplazado por el Pentium III Xeon.
En 2001, el Pentium III Xeon se reemplazó por el procesador Intel Xeon. El Xeon está basado en la arquitectura NetBurst de Intel y es similar a la CPU Pentium 4.